# Агафон из Пидны
Агафон (др.-греч. Aγαθων) — македонский комендант Вавилона в 330/329 году до н. э.
Агафон принадлежал к македонской аристократии, хотя историкам ничего достоверно неизвестно о его родителях. Ю. Кэрст считал, что Агафон мог быть братом знаменитого македонского военачальника Пармениона. Г. Берве счёл такое предположение недостоверным и предположил, что Агафон мог быть отцом военачальника Асандра и, соответственно, его брата Агафона. Н. В. Ефремов считал эту версию единственно верной.
Единственное упоминание Агафона в античных источниках связано с занятием македонянами Вавилона. Александр Македонский назначил сатрапом Вавилонии перса, который без боя сдал город, Мазея, однако поручил командование войсками в области македонянам Аполлодору и Менесу. Городскую цитадель занял отряд под командованием Агафона, который сменил на этом посту перса Багофана. Диодор Сицилийский писал, что он насчитывал 700 македонян, Квинт Курций Руф — 700 македонян и 300 наёмников. А. С. Шофман отмечает, что такой принцип разделения власти между местными элитами и македонянами стал регулярно применяться Александром Македонским после занятия Вавилона.
Больше Агафон из Пидны в античных источниках нигде не упоминается.